# Spookwinkelcentrum

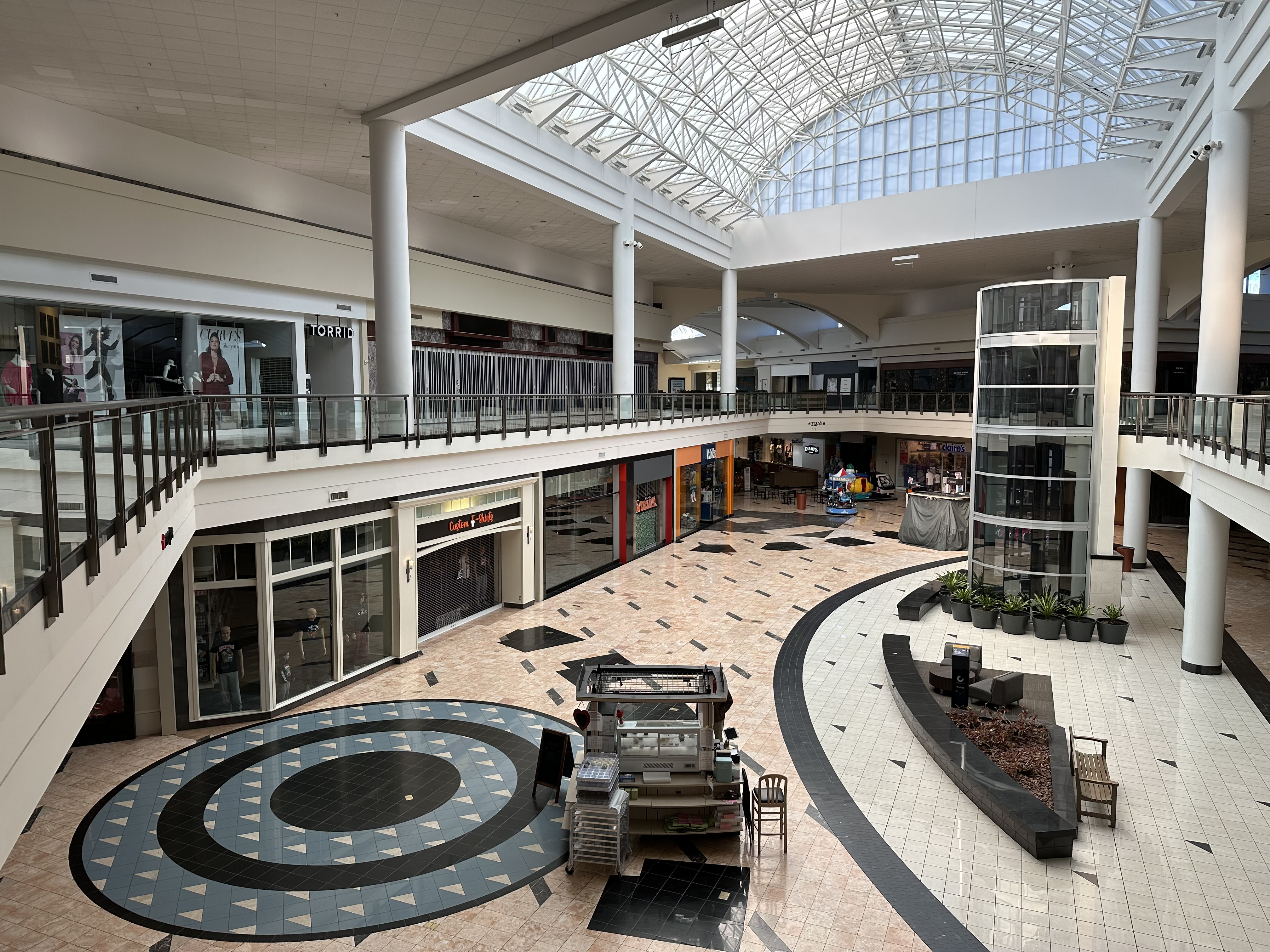
Leegstand in Florence Mall Center Court, VS.

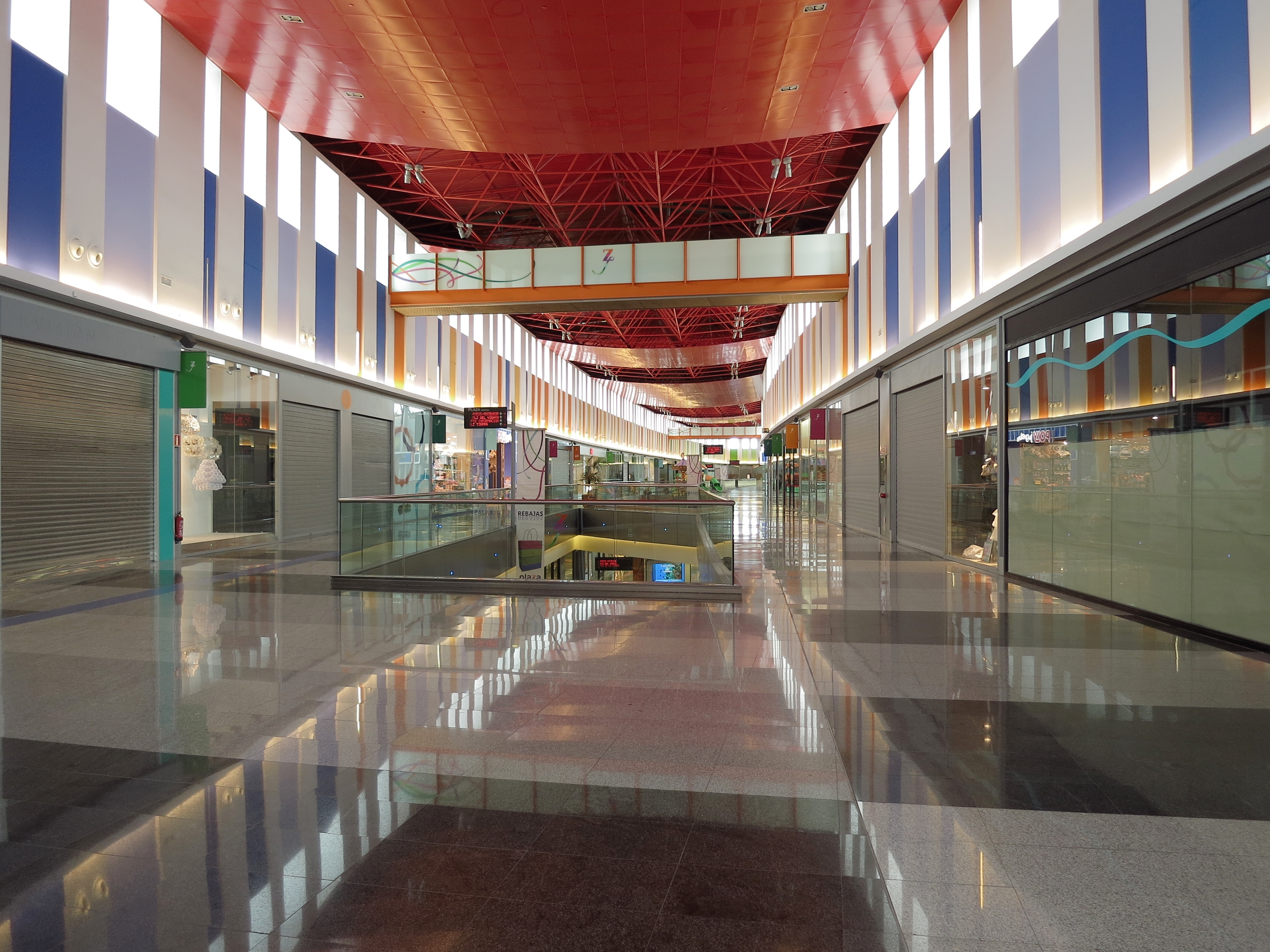
Verlaten winkels in Centro Comercial Plaza Imperial, Spanje.

Een spookwinkelcentrum (ook wel een verlaten winkelcentrum, of in het Engels een ghost mall of dead mall) is een winkelcentrum met een hoog percentage leegstand of zeer lage bezoekersaantallen.

## Beschrijving
De oorsprong van het verschijnsel stamt uit de Verenigde Staten, waar leegstand in de winkelcentra ontstaat doordat er geen zogeheten anchor tenant meer aanwezig is. De gedachte is dat een grote of belangrijke huurder een grote aantrekkingskracht heeft op het winkelende publiek, en er daardoor voor zorgt dat ook de rest van het winkelcentrum goed bezocht wordt.
In de Verenigde Staten en Canada kiezen veel grote winkelketens, zoals Walmart, Target en Best Buy, er steeds vaker voor om zich in vrijstaande gebouwen te huisvesten, in plaats van in een winkelcentrum. In 2007 werden er in die landen voor het eerst sinds de jaren 50 geen nieuwe winkelcentra meer gebouwd. Tijdens de kredietcrisis in 2008 konden veel klanten zich de luxe goederen in gespecialiseerde winkels niet meer veroorloven. Men deed zijn inkopen voortaan in een grote winkelketen, wat tijd en geld bespaarde.
Een andere factor die volgens vastgoedexperts meespeelde is de te hoge aanwas van winkelcentra geweest, die ruim twee keer zo groot was als de bevolkingsgroei in de VS. Hierdoor ontstond er een overexploitatie van winkels in bepaalde gebieden.
Verder zorgde de retail-apocalyps vanaf 2010 ervoor dat het fenomeen van spookwinkelcentra duidelijker aanwezig werd als gevolg van veel winkelsluitingen van grotere ketens.
De leegstand is ook terug te zien in andere landen, zoals Duitsland, Spanje, Polen, Finland en het Verenigd Koninkrijk. In Nederland zijn deze spookwinkelcentra onder meer te vinden in De Biggelaar in Roosendaal (sinds 2018) en De Swaenenborgh in Meppel (sinds 2015). Eerder viel ook winkelcentrum Stokhorst in Enschede hieronder en in Amsterdam in de jaren 80 en 90 winkelcentrum Ganzenhoef. In België is dit het Urpa in Zwevezele.
De verlaten winkelcentra bleken een aantrekkingskracht te hebben op sensatiezoekers, die er een sport van maken deze te bezoeken, om bijvoorbeeld het vervallen interieur te fotograferen of de angstaanjagende sfeer te ervaren. Een groep Nederlandse vloggers bleek zelfs achtergebleven winkelvoorraden aan te treffen.
Spookwinkelcentra worden in sommige gevallen opnieuw ontwikkeld, door een vernieuwing van het uiterlijk, interieur, of andere facetten die het winkelcentrum weer aantrekkelijk moeten maken voor winkeliers en de consument. Soms worden de winkels omgebouwd naar een andere functie, zoals een pakketafhaal- en brengpunt voor onder meer Amazon.com, DHL en UPS, een apotheek, gezondheidscentrum, of een indoor pretpark met entertainment.